# Urbain Bonivard
Urbain Bonivard, mort le 16 juillet 1499, est un religieux de la fin du XVe siècle, évêque de Verceil, issu de la famille Bonivard.

## Biographie

### Origines
Urbain Bonivard naît dans la première moitié du XVe siècle, dans le duché de Savoie. Il est le fils de Pierre, seigneur de Saint-Michel et Déserts, et de Marguerite de Grolée, fille du seigneur de Saint-André de Briord. Il appartient à la famille Bonivard, installée à Chambéry, capitale de la Savoie, au siècle précédent,. Il a pour frère, Louis, qui sera chambellan et principal maître d'hôtel du duc de Savoie,.
Il a pour neveu Jean-Amédée Bonivard († 1514), qui lui succède à Saint-Victor de Genève (1483-1510) et à Sainte-Marie de Pignerol (it) (Piémont, 1493).

### Carrière
Il entre dans les ordres en devenant moine profès. Sans précision de dates, la société locale « Les Amis de la Grande Maison » indique qu'il l'est au monastère bénédictin de Lemenc, près de Chambéry, tandis que l'encyclopédie Treccani le donne profès de l'Abbaye Sainte-Marie de Pignerol (it).
Il devient prieur commendataire de Contamine, le 22 septembre 1450, prieur de Contamine, avant de devenir chambrier du prieuré de Lutry,.
Il est dit, dans les documents, prieur ou administrateur perpétuel de Saint-Victor de Genève (1458/1459 — 1483).
Il en nommé abbé de Pignerol, en 1466.
Il est nommé le 4 mai 1467, évêque de Verceil, confirmé par bulle papale le 4 du mois suivant. Le site Catholic-hierarchy.org donne le 14 juillet 1469.
Il semble avoir un rôle important auprès de la duchesse de Savoie, Yolande de France, qui assure une forme de régence en raison de la santé du duc.
Urbain Bonivard meurt le 16 juillet 1499.